# Amudarsa
Amudarsa (łac. Diocesis Amudarsensis) – stolica historycznej diecezji w Cesarstwie rzymskim w prowincji Afryka Prokonsularna, sufragania metropolii Kartagina. Współcześnie w Tunezji. Obecnie katolickie biskupstwo tytularne.

## Biskupi tytularni
| Lp. | Biskup                         | Funkcja                                            | Od                | Do               |
| --- | ------------------------------ | -------------------------------------------------- | ----------------- | ---------------- |
| 1   | Johann Rüth                    | wikariusz apostolski Środkowej Norwegii (Norwegia) | 4 lutego 1953     | 17 lutego 1978   |
| 2   | Rafael Arcadio Bernal Supelano | wikariusz apostolski Sibundoy (Kolumbia)           | 27 lutego 1978    | 29 marca 1990    |
| 3   | Terence Brain                  | biskup pomocniczy Birmingham (Wielka Brytania)     | 5 lutego 1991     | 2 września 1997  |
| 4   | Saúl Figueroa Albornoz         | biskup pomocniczy Caracas (Wenezuela)              | 10 listopada 1997 | 30 kwietnia 2011 |
| 5   | João Carlos Hatoa Nunes        | biskup pomocniczy Maputo (Mozambik)                | 25 maja 2011      | 2 stycznia 2017  |
| 6   | Michael Miabesue Bibi          | biskup pomocniczy Bamendy (Kamerun)                | 24 stycznia 2017  | 5 stycznia 2021  |
| 7   | Peter Beňo                     | biskup pomocniczy Nitry (Słowacja)                 | 29 stycznia 2021  |                  |